# سارا فورستر
سارا فورستر (انگلیسی: Sarah Forster؛ زادهٔ ۱۹ مهٔ ۱۹۹۳) بازیکن هاکی روی یخ اهل سوئیس است.